# 파워앰프 (미디어 소프트웨어)
파워앰프(영어: Poweramp)는 2010년 11월 1일에 출시한 미디어 소프트웨어이다.
공식 버전은 구글 플레이 스토어기준 build-1000이다.(2025년 7월 27일기준.)
현재는 구글 플레이 스토어에서만 다운로드가 가능하다.
현재 다운로드 수는 5000만 이상이며 리뷰 수는 137만 개, 평점은 3.9이다.

무료 평가판은 15일 동안 진행되며 그 이후에는 언락커를 구매해야 한다.(가격은 약 4000원에서 5000원 정도이다.)

## 역사
파워앰프의 버전 역사이다.

### V1 변경사항
추가 바람.

### V2 변경사항
2011년 11월 1일에 2.0으로 업그레이드되었다.

#### 오디오 엔진
안드로이드 2.3 이상에서 다이렉트 볼륨 컨트롤 기능이 추가되었고, 이를 위해 이퀄라이저가 조정되었다. 
또 출력 리미트기능이 추가되어 이퀄라이저 수치를 많이 높여도 왜곡 없는 사운드를 보장한다. 
그리고 .mpc와 .aif, .aiff도 지원하게 되었다. 
리플레이 게인을 지원하는 포맷(.mp3, .mp4 / .m4a, .flac, .ape, .wv, .tta, .ogg, .mpc)들은 이제 리플레이 게인을 통한 재생이 가능해졌다.(이는 다이렉트 볼륨 컨트롤 사용 시 가장 효과적이다.) 
스테레오 확장 기능 지원(Stereo X), 모노로 믹싱 지원, 좌-우 밸런스 조절이 가능해졌다.

#### 폴더/라이브러리
맞춤형 라이브러리와 미디어 스캐너 구현이 가능해졌고, 시스템 라이브러리 태그 스캐너와 비교하여 적게는 10배, 최대 100배의 속도를 지원한다. 
음악 폴더 계층 선택이 가능해졌다. 
영구적인 셔플을 지원하고, 셔플 세션은 데이터베이스에 저장되며 파워앰프 재시작, 휴대전화 재부팅 시 셔플 진행도는 유지된다. 
재생 목록 통합, 더 이상 폴더와 라이브러리를 비교할 필요가 없어졌다. 
m3u / m3u8, pls, wpl 재생 목록 파일 형식 실행이 가능해졌다. 
시스템 라이브러리에서 재생 목록 내보내기가 가능해졌다. 
큐 기능을 사용할 수 있게 되었다.(flac, wv, ape) 
전체 라이브러리 및 폴더 검색이 가능해졌다. 
재생된 노래 및 기타 스마트 재생 목록의 기록 확인이 가능해졌다.(가장 많이 재생, 최고 평점, 최근 재생, 최근 추가됨. 각 목록은 역순으로 정렬되도록 설정할 수 있다. 
메뉴 => 라이브러리의 목록 옵션을 통해 이 목록을 활성화할 수 있다.) 등급 시스템 기능 추가. (단, Poweramp 2.0은 자체 데이터베이스에만 등급을 저장한다.) 
자동 진행 옵션이 설정에서 고급 목록 반복 모드로 이동되었다. 
홈 화면에서 재생 목록 바로 가기 지원, 음성 검색 지원, 대기열에서 셔플 모드를 무시하는 옵션을 지원한다.

#### UI
변경된 스킨(대형 컨트롤, 초기에 볼 수있는 컨트롤 수 감소, 확장 가능한 메뉴, 큰 앨범 아트 등)

Market/apk/jar 파일에서 스킨을 로드하는 기능이 추가되었다.

OpenGL을 지원하는 애니메이션.

폴더/앨범 목록의 격자보기 기능 추가.

새로운 이퀄라이저와 톤, 라이브러리 레이아웃

새로운 구성 가능한 잠금 화면과 4*4, 4*2, 4*1 및 2*2 위젯.

설정 레이아웃 개선 및 옵션 재구성

#### 기타
가사 다운로드 지원 (별도의 musiXmatch 플러그인을 통해 다운로드 가능)
 보관됨 2020-03-27 - 웨이백 머신